# بيتر غرانت (لاعب اتحاد الرغبي)
بيتر غرانت (بالإنجليزية: Peter Grant)‏ هو لاعب اتحاد الرغبي جنوب أفريقي، ولد في 15 أغسطس 1984 في ديربان في جنوب أفريقيا.

## وصلات خارجية
- بيتر غرانت عل موقع إسبنسكروم (الإنجليزية)
- بيتر غرانت على موقع ItsRugby.co.uk (الإنجليزية)